# Sallya melania
Sallya melania är en fjärilsart som beskrevs av Van Son 1979. Sallya melania ingår i släktet Sallya och familjen praktfjärilar. Inga underarter finns listade i Catalogue of Life.